# Emerich Vogl
Emerich „Ciogli“ Vogl (* 12. August 1905 in Temesvár, Königreich Ungarn, Österreich-Ungarn; † 29. Oktober 1971) war ein rumänischer Fußballspieler und -trainer.

## Karriere als Spieler
Der Mittelläufer begann mit dem Fußballspiel 1921 bei Chinezul Timișoara, wo er bereits 1922 in der ersten Mannschaft auflief. Mit Chinezul wurde er fünf Mal rumänischer Landesmeister, ehe er 1929 für kurze Zeit zu Banatul Timișoara wechselte. Im selben Jahr ging er zu Juventus Bukarest, mit dem er in seiner ersten Saison erneut den Meistertitel errang und bei dem er bis 1940 spielte. Vogl galt in Rumänien als Fußball-Legende und einer der besten Spieler der 1930er Jahre.

### Nationalmannschaft
Für die rumänische Fußballnationalmannschaft absolvierte Vogl 29 Spiele, in denen er zwei Tore erzielte. Sein erstes Länderspiel bestritt er am 31. August 1924 gegen die Tschechoslowakei, sein letztes am 27. Mai 1934 gegen denselben Gegner. Er nahm an der ersten Fußball-Weltmeisterschaft 1930 in Uruguay teil und führte sein Land als Spielführer zur Weltmeisterschaft 1934 nach Italien.

## Karriere als Trainer und Berater
Nach seiner Spielerkarriere arbeitete Vogl von 1942 bis 1949 als Fußballtrainer bei Juventus Bukarest. Anschließend wechselte er zum rumänischen Fußballverband und arbeitete von 1949 bis 1963 im Trainerstab der Nationalmannschaft. 1963 nahm er eine Beratertätigkeit bei Rapid Bukarest an, die er 1967 zugunsten derselben Aufgabe bei der rumänischen Nationalmannschaft aufgab. Als Berater von Angelo Niculescu betreute er Rumänien 1970 in Mexiko bei der ersten WM-Teilnahme nach 32 Jahren. Vogl war zudem jahrelang Vorsitzender des rumänischen Trainerkollegs.

## Erfolge

### Als Spieler
- WM-Teilnehmer: 1930, 1934
- Rumänischer Meister: 1923, 1924, 1925, 1926, 1927, 1930

### Als Trainer und Berater
- WM-Teilnehmer: 1970